# Yugoslavia en los Juegos Olímpicos de Ámsterdam 1928
Yugoslavia estuvo representada en los Juegos Olímpicos de Ámsterdam 1928 por un total de 34 deportistas que compitieron en 6 deportes.  
El portador de la bandera en la ceremonia de apertura fue el atleta Dimitrije Stefanović.

## Medallistas
El equipo olímpico yugoslavo obtuvo las siguientes medallas:
| Nombre | Deporte            | Competición                  |
| --- | ------------------ | ---------------------------- |
| Oro |                    |                              |
| Leon Štukelj | Gimnasia artística | Anillas M                    |
| Plata |                    |                              |
| Josip Primožič | Gimnasia artística | Paralelas M                  |
| Bronce |                    |                              |
| Leon Štukelj | Gimnasia artística | Concurso completo ind. M     |
| Stane Derganc | Gimnasia artística | Salto de potro M             |
| Edvard Antosiewicz Dragutin Cioti Stane Derganc Boris Gregorka Anton Malej Janez Porenta Josip Primožič Leon Štukelj | Gimnasia artística | Concurso completo por eqs. M |